# Alexandre Chodzko
Pour les articles homonymes, voir Chodzko.
 (mai 2021).
Aleksander Borejko Chodźko, en français Alexandre Chodzko, né le 11 juillet 1804 à Krzywicze (actuelle Biélorussie) et mort le 19 décembre 1891 à Noisy-le-Sec (Seine), est un écrivain, diplomate, orientaliste et philologue polonais, naturalisé français en 1858. 
Il a notamment été consul de Russie en Perse et professeur de langues et littérature slaves au Collège de France, prenant la succession d'Adam Mickiewicz. 
Chodźko est un des premiers orientalistes à avoir étudié les folklores turkmène, nogaϊ, azéri, iranien, ghilani, mazandarani, tadish et kalmouk, et à avoir fait du folklore un sujet de recherche scientifique.

## Biographie

### Origines familiales et formation
Fils de l'écrivain Jan Chodzko, Alexandre Chodzko descend d'une famille polonaise du Grand-duché de Lituanie, territoire de la république des Deux Nations annexé par la Russie à la suite des trois partages de la Pologne à la fin du XVIIIe siècle. 
Il fait de brillantes études à l’université de Wilno (aujourd'hui Vilnius en Lituanie) et obtient en 1823 le titre de candidat en philologie. 
Membre de la société secrète des Philarètes aux côtés d'Adam Mickiewicz, de Tomasz Zan et d'Ignacy Domeyko, il est arrêté et incarcéré en 1823-1824, mais échappe aux condamnations qui touchent d'autres membres. 
En 1824, il part à Saint-Pétersbourg poursuivre ses études à l'École des langues orientales du ministère des Affaires étrangères de Russie . 

### Diplomate en Perse au service de la Russie (1830-1841)
Ses études terminées, il est nommé en 1830 secrétaire-drogman de la légation russe à Téhéran, puis successivement vice-consul à Racht sur la mer Caspienne, consul dans la province du Gilan et finalement consul général de Russie.
Il considère le fils de  Mohammad Shah comme un ami[réf. nécessaire]. 
Durant ce long séjour en Perse, il étudie le peuple et la culture de ce pays. En 1832, en poste à Téhéran, il se rend au Gilan, et l'année suivante au Khorassan. Du 18 au 22 février 1835, il visite les gorges de la rivière Serdar (Khabliroud). L'année suivante, il entreprend un voyage à travers le Mazandéran, et durant l'été 1839, dans les montagnes de Roudbari-Zeitoun. Ces visites feront l'objet d'un ouvrage intitulé Récits de voyage.
Parmi les pièces rassemblées par Aleksander Chodźko se trouvent des manuscrits qui mettent en lumière les différents aspects de la vie religieuse en Iran. En 1839, il transmet à Blaremberg un manuscrit rare qu’il a traduit du persan en français : Koulsoun-nene ou comment les femmes perses interprètent le Coran. 

### Voyages privés en Europe (1841-1845)
En 1841 Chodźko obtient un congé pour des raisons de santé, et après un voyage à travers la Grèce et l’Italie, il renoue des relations avec ses amis polonais émigrés en France après l'insurrection de 1830-1831, ainsi qu'avec des orientalistes occidentaux qu’il avait rencontrés en Perse. 
En 1842, il se rend au Royaume-Uni avec un projet d’édition de manuscrits. En 1842, la Royal Asiatic Society à Londres publie Les aventures de Kourroglou, une anthologie de poésies folkloriques recueillies durant les années 1832–1834 dans la province de Gilan, puis traduites par ses soins en anglais. L’épopée de Kourroglou, chef de bande et poète ayant vécu au XVIIe siècle dans la région d’Erzeroum, héros d’une légende répandue parmi plus d’une dizaine de peuples d’Asie, représente presque la moitié de cette publication. Les Chants de Kourroglou ont ensuite été deux fois traduits en français (par George Sand et Adolphe Briel), puis en allemand et en russe. 
En 1843, Chodźko vient à Paris où il retrouve son ami Adam Mickiewicz, ses frères Joseph et Michel et son cousin Leonard Chodźko, tous fervents patriotes polonais. Mickiewicz, cherchant à introduire Chodzko dans les salons parisiens, propose à George Sand d’adapter l’histoire de Kourroglou au goût des lecteurs français.

### Installation en France
En 1845, le ministère russe des Affaires étrangères accepte sa démission et Chodzko s’installe alors définitivement en France. En 1848, il s'engage dans la garde nationale. Les tensions en Transcaucasie, puis la guerre de Crimée rendent ses talents et ses connaissances précieux : de 1852 à 1855, il est chargé d’analyses auprès du ministre des Affaires étrangères Édouard Drouyn de Lhuys.
Il conserve cependant des contacts avec la Perse. À partir de 1857, il dirige l’enseignement de jeunes Iraniens venus étudier à Paris. Le chah lui donne la direction de l’école qu’il fonde à Paris en 1859. Parallèlement à l’enseignement, il est aussi conseiller auprès de la légation de Perse à Paris.
En 1858, Chodzko succède à Adam Mickiewicz à la chaire de langues et de littérature slaves du Collège de France avec le titre de chargé de cours. Il se fait alors naturaliser français. Par ailleurs, il est un des fondateurs de la Société de linguistique de Paris en 1864.
En 1884, il prend sa retraite et meurt le 19 décembre 1891 à Noisy-le-Sec.

### Mariage et descendance
Le 17 juin 1847, il épouse à Lausanne Helena Dunin-Jundziłł (1822-8 juin 1886), fille du général lituanien Wiktor Dunin Jundziłł et petite-fille de Michał Cichocki, fils naturel du roi de Pologne Stanislas II. Elle était la filleule du maréchal Joseph-Antoine Poniatowski. Ils ont eu cinq enfants : Victor, Adam, Alexandre, Teresa et Maria.
Filleul d’Adam Mickiewicz, Victor, né le 30 juin 1848 à Paris, sera capitaine de marine. La famille Korzeniowski lui confiera Joseph Conrad qu’il initiera à la carrière maritime. Adam Chodzko, né en Suisse en 1847, deviendra ingénieur diplômé de l’École des Mines et il s’établira à San Francisco. Alexandre, né à Paris en 1860, prend du service sur un navire britannique. Il épouse Lettice Elrington (née en 1876), fille du général britannique Frederick Elrington. 

## Distinctions
- Grand officier de l'étoile du Lion-et-Soleil de Perse,
- Commandeur de l'ordre de Saint-Stanislas et chevalier de l'ordre de Saint-Vladimir.
- Chevalier de la Légion d'honneur
- Membre de la Société royale asiatique de la Grande-Bretagne et de l'Irlande.
- Membre fondateur de la Société de linguistique de Paris.
- Membre (et vice-président) de la Société d'ethnographie.

## Blasons

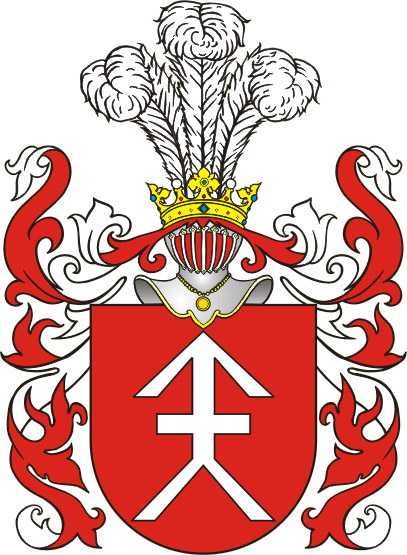
Blason de la maison Kościesza

- Blason des Chodźko - description : Parti de gueules à un carreau (flèche)d'argent et un griffon issant d'argent.
- Blason des Dunin-Jundzill - description : De gueules à un cygne d'argent, becqué et membré d'or[7].
- Blason des Kościesza

## Œuvres

### Poèmes
- (pl) Poezye : Alex. Chodzki (recueil de ballades et de légendes), Saint-Pétersbourg, Poznań, 1833 (1re éd. 1823).
- Maliny [« Les framboises »] (ballade lithuanienne).

### Langue et littérature persanes
- Specimens of the popular poetry of Persia as found in the adventures and improvisations of KURROGLOU, the bandit-minstrel  (trad. George Sand) (présentation en ligne).
- Grammaire Persane, ou principes de l'iranien moderne accompagnés de fac-simile pour servir de modèles d'écriture et de style pour la correspondance diplomatique et familière, Paris, Imprimerie nationale, 1852, 208 p. (lire en ligne).
- Djungui Chehâdet. Le Cantique du martyre, ou Recueil des drames religieux que les Persans du rite Cheaia font annuellement représenter, Paris, Bernard Duprat, 1852, 30 p.
- Le Drogman turc. Montrant les mots et les phrases les plus nécessaires pour la Conversation. Vade-mecum indispensable à l'armée d'Orient, Paris, Bernard Duprat, 1854, 95 p. (lire en ligne).
- Le Ghilan ou les Marais Caspiens. Description historique et géographique du pays qui borde au sud de la Mer Caspienne.
- Théâtre persan. Choix de téaziés - ou drames, Paris, Ernest Leroux, 1878, 219 p. (lire en ligne).
- Le Deçati ou Code religieux des Mahabadiens.
- Récits de voyage.
- De l'élève des vers à soie en Perse, Paris, 1843.
- « Étude sur Mahomet », Revue de l'Orient, vol. 5,‎ 1844, p. 45.
- Journal tenu sur les lieux de l'intronisation de Mohammed Chah (feuilleton dans La Tribune des Peuples, Paris, 1848).
- « Souvenirs diplomatiques de 1834 : La politique de la Russie et du Royaume-Uni en Perse », La Tribune des Peuples,‎ 1849.
- « Chants populaires de la Perse », Revue orientale et algérienne, vol. 3,‎ 1852.
- « Le Khoraçan et son héros populaire », Revue orientale et algérienne,‎ 1852.
- « Le Déisme des wahhabis, expliqué par eux-mêmes »  (série IV), Journal asiatique, t. XI,‎ 1848, p. 168-187 (lire en ligne).
- « Contes en vers de Kaani »  (traduction), Revue orientale et américaine,‎ 1862.
- « L’Aventure du vizir du Khan de Lenkeran », Bulletin de l’Athénée oriental, vol. 3,‎ 1883.

### Langues et littérature slaves
- Contes des paysans et des pâtres slaves (lire en ligne).
- Chants historiques de l'Ukraine et les chansons latyches des Bords de la Dvina occidentale. Périodes païennes normande, tatare, polonaise et cosaque, 1879.
- Alexander Chodzko (adaptation), « The Twelve Months a slav legend », dans J. Olcott, Good Stories for Great Holidays, BiblioBazaar, 2006.
- Légendes slaves du Moyen Âge  (1169 - 1237), Saint-Pétersbourg, 1859.
- Grammaire paléoslave  (suivie de textes paléoslaves), 1869.
- La Pologne et ses provinces méridionales.
- Études bulgares.
- La Renaissance littéraire  (contes populaires tchèques), 1867.
- Dictionnaire polonais-anglais [« Dokladny slownik polsko-angielski i angielsko-polski »], 1851.
- De l'état actuel de la littérature en Russie, 1872.

### Autres
- « Études philologiques sur la langue kurde (dialecte de Soléimanié) »  (série V), Journal Asiatique, t. 9,‎ 1857, p. 297-356.
- « Chants historiques de l'Afghanistan en langue puchte », Revue de l'Orient,‎ 1855.
- « Les Adorateurs du feu et les sources de naphte de Bakou », dans Moniteur, 3 août 1856, 8 p., in-octavo.
- Poèmes Populaires des Persans, des Tourkmans, des Tatares d'Astrakhan et des Kalmouks, Bibliothèque Universelle de Genève, juin 1844, 17 p.

#### Livres
- (en) Jean Calmard, « CHODŹKO, Aleksander Boejko », sur iranicaonline.org, 1991 (consulté le 1er novembre 2020).
- Inga Walc-Bezombes (conférence), « Aleksander Chodźko (1804-1891) diplomate et conseiller du ministère des Affaires étrangères », sur Bibliothèque polonaise de Paris, 2016 (consulté le 1er novembre 2020).
- Louis Léger, « La chaire de Mickiewicz au Collège de France (1840-1884) », Revue internationale de l'enseignement, vol. 20,‎ juillet-décembre 1890, p. 113-128 (lire en ligne).
- Abel Lefranc, Le Collège de France (1530-1930), Collège de France, Presses universitaires de France, 1932.
- Cours de Louis Léger leçon d’ouverture au Collège de France : M. Chodzko – La chaire de Mickiewicz. Le monde slave au XIXe siècle - Revue bleue politique et littéraire - 1885
- Claudine Lesage, Joseph Conrad et le Continent (biographie critique), Michel Houdiard.
- (en) Anna Krasnowolska, Aleksander Chodzko (1804-1891) and his "Oriental" Poems, Cracovie, Polska Akademia Nauk oddz, 2003.
- (en) Anna Krasnowolska (dans le cadre de l'atelier de la recherche en études iraniennes - Societas Iranologica Europaea), Alexander Chodzko’s travel reports as a source on North Iran in early Qajar times, université Jagellonne, 13 juin 2008.
- (en) Anna Krasnowolska, Aleksander Chodzko sur les Kurdes du Nord et du Sud Iran, université Jagellonne (lire en ligne).
- Habib Borjian, « The Oldest Known Texts in New Tabari : The Collection of Aleksander Chodźko », Archiv orientální, Institut oriental de l'Académie des sciences tchèque (en), vol. 74, no 2,‎ 2006.
- (en) Ihar Lalkoŭ, Alexander Chodzko as the forerunner of unveiling the azerbaijani culture in the west, université de Varsovie, Center for East European Studies, 20-22 p.
- Françoise Genevray, Alexandre Chodzko et George Sand, université Paris 7 (GEPECO et POLONIUM) et université Adam-Mickiewicz de Poznań (Institut d’Histoire), colloque « La présence polonaise en France (XIXe – XXe siècles) » dans le cadre de la saison Nowa Polska, 4-6 novembre 2004.
- Marie-France de Palacio (dir.), Correspondances d'érudits aux XVIIIe et XIXe siècles, Presses universitaires de Rennes, 2014 (ISBN 978-2-7535-2936-6).

#### Articles
- Thierry Gandillot, « Le tazieh, passion iranienne », L'Express,‎ 14 septembre 2000 (lire en ligne).
- (en) Neal Ascherson, The Independent, 3 mai 2000 (extrait de sa nécrologie) « http://www.findarticles.com/p/articles/mi_qn4158/is_20000503/ai_n14308724 »(Archive.org • Wikiwix • Archive.is • Google • Que faire ?).